# Amtsgericht Tremessen
Das Amtsgericht Tremessen war ein preußisches Amtsgericht mit Sitz in Tremessen (Provinz Posen).

## Geschichte
Das königlich preußische Amtsgericht Tremessen wurde mit Wirkung zum 1. Oktober 1879 als eines von fünf Amtsgerichten im Bezirk des Landgerichtes Gnesen im Bezirk des Oberlandesgerichtes Posen gebildet. Der Sitz des Gerichtes war  Tremessen. Sein Gerichtsbezirk umfasste den Kreis Mogilno ohne den Teil, der dem Amtsgericht Mogilno zugeordnet war. Am Gericht bestanden 1880 vier Richterstellen. Das Amtsgericht war damit ein mittelgroßes Amtsgericht im Landgerichtsbezirk. Gerichtstage wurden in Rogowo gehalten. Der Amtsgerichtsbezirk kam aufgrund des Versailler Vertrages 1919 zu Polen, und das Amtsgericht stellte seine Arbeit ein. An seiner Stelle wurde das polnische Sąd Powiatowy w Trzemesznie eingerichtet. Im Jahre 1939 wurde Polen deutsch besetzt. Im Rahmen der Neuorganisation der Gerichte in Ostdeutschland und im ehemaligen Polen wurden das Amtsgericht Tremessen neu gebildet, nun jedoch dem Landgericht Hohensalza zugeordnet.
Im Jahre 1945 wurde der Amtsgerichtsbezirk unter polnische Verwaltung gestellt, und die deutschen Einwohner wurden vertrieben. Damit endete auch die Geschichte des Amtsgerichtes Tremessen.